# Мотыгинский район
Моты́гинский район (до 1956 года — Удерейский район) — административно-территориальная единица (район) и муниципальное образование (муниципальный район) в восточной части Красноярского края России, приравнен к районам Крайнего Севера.
Административный центр — посёлок городского типа Мотыгино, в 550 км к северо-востоку от Красноярска.

## География
Район находится в долине Ангары и её притоков. Значительную часть площади занимают леса. Площадь территории района — 19000 км².
Граничит:
- на востоке — Богучанский район
- на юге — Казачинский район, Тасеевский район
- на северо-востоке — Эвенкийский район
- на северо-западе — Северо-Енисейский район
- на западе — Енисейский район.

## История
Образован 1 июля 1925 года как Удерейский район.
1 июля 1934 года Президиум ВЦИК постановил промышленный земельный массив Питского цветкомбината с границей массива по вершинам речек, образующих бассейн реки Пит, объединить в Удерейском районе, передав в последний весь участок означенного комбината (с приисками), находящийся в Северо-Енисейском районе.
В 1955 году центр района был перенесён из пгт Южно-Енисейский в село Мотыгино.
В 1956 году район переименован в Мотыгинский.
В деревне Потоскуй Пинчугской волости (ныне — п. Орджоникидзе Мотыгинского района Красноярского края) с февраля по декабрь 1909 г. был поселен на «Вечное поселение» Григорий (Серго) Орджоникидзе, советский парт. и гос. деятель, большевик.

## Население
| 1970    | 1979    | 1989    | 2002    | 2009    | 2010    | 2011    | 2012    | 2013    |
| ------- | ------- | ------- | ------- | ------- | ------- | ------- | ------- | ------- |
| 26 396  | ↘25 240 | ↗26 595 | ↘19 140 | ↘18 014 | ↘16 200 | ↘16 149 | ↘16 034 | ↘15 774 |
| 2014    | 2015    | 2016    | 2017    | 2018    | 2019    |         |         |         |
| ↘15 392 | ↘15 194 | ↘15 020 | ↘14 598 | ↘13 891 | ↘13 597 |         |         |         |

### Урбанизация
В городских условиях (Мотыгино, Раздолинск) проживают 52,89 % населения района.

## Территориальное устройство
В рамках административно-территориального устройства район включает 11 административно-территориальных единиц: 2 посёлка городского типа и 8 сельсоветов.
В рамках организации местного самоуправления, в муниципальный район входят 10 муниципальных образований — 2 городских и 8 сельских поселений, а также 1 межселенная территория.
| №         | Муниципальное образование / межселенная территория | Административный центр | Количество населённых пунктов | Население |
| --------- | -------------------------------------------------- | ---------------------- | ----------------------------- | --------- |
| 1e-06     | Городское поселение                                |                        |                               |           |
| 1         | посёлок Мотыгино                                   | пгт Мотыгино           | 2                             | 5397      |
| 2         | посёлок Раздолинск                                 | пгт Раздолинск         | 1                             | 2306      |
| 2.000002  | Сельские поселения                                 |                        |                               |           |
| 3         | Кирсантьевский сельсовет                           | посёлок Кирсантьево    | 1                             | 347       |
| 4         | Кулаковский сельсовет                              | посёлок Кулаково       | 1                             | 822       |
| 5         | Машуковский сельсовет                              | посёлок Машуковка      | 3                             | 513       |
| 6         | Новоангарский сельсовет                            | посёлок Новоангарск    | 2                             | 1364      |
| 7         | Орджоникидзевский сельсовет                        | посёлок Орджоникидзе   | 1                             | 1383      |
| 8         | Первомайский сельсовет                             | посёлок Первомайск     | 4                             | 987       |
| 9         | Рыбинский сельсовет                                | село Рыбное            | 3                             | 583       |
| 10        | Южно-Енисейский сельсовет                          | посёлок Южно-Енисейск  | 2                             | 522       |
| 10.000003 | Межселенная территория                             |                        |                               |           |
| 10.000004 | межселенная территория                             |                        | 1                             |           |

До 22 марта 2018 года в состав муниципального района входил ныне упразднённый Партизанский сельсовет. Законом Красноярского края от 8 июля 2021 года № 11-5306 была упразднена соответствующая административно-территориальная единица с передачей посёлка в межселенную территорию.

## Населённые пункты
В Мотыгинском районе 20 населённый пункт, в том числе 2 городских (2 посёлка городского типа) и 18 сельских (из которых 1 деревня, 1 село и 16 посёлков).
| №  | Населённый пункт | Тип     | Население | Муниципальное образование / межселенная территория |
| -- | ---------------- | ------- | --------- | -------------------------------------------------- |
| 1  | Мотыгино         | пгт     | ↗4944     | посёлок Мотыгино                                   |
| 2  | Раздолинск       | пгт     | ↘2247     | посёлок Раздолинск                                 |
| 3  | Бельск           | посёлок | 283       | Рыбинский сельсовет                                |
| 4  | Кандаки          | деревня | 0         | Первомайский сельсовет                             |
| 5  | Кировский        | посёлок | 14        | Южно-Енисейский сельсовет                          |
| 6  | Кирсантьево      | посёлок | ↘347      | Кирсантьевский сельсовет                           |
| 7  | Кулаково         | посёлок | ↘822      | Кулаковский сельсовет                              |
| 8  | Машуковка        | посёлок | 631       | Машуковский сельсовет                              |
| 9  | Никольск         | посёлок | 9         | Машуковский сельсовет                              |
| 10 | Новоангарск      | посёлок | 1307      | Новоангарский сельсовет                            |
| 11 | Орджоникидзе     | посёлок | ↘1383     | Орджоникидзевский сельсовет                        |
| 12 | Пашино           | посёлок | 40        | Рыбинский сельсовет                                |
| 13 | Первомайск       | посёлок | 936       | Первомайский сельсовет                             |
| 14 | Решающий         | посёлок | ↘74       | посёлок Мотыгино                                   |
| 15 | Рыбное           | село    | 344       | Рыбинский сельсовет                                |
| 16 | Слюдрудник       | посёлок | 150       | Первомайский сельсовет                             |
| 17 | Татарка          | посёлок | 73        | Новоангарский сельсовет                            |
| 18 | Устье            | посёлок | 16        | Машуковский сельсовет                              |
| 19 | Чистяки          | посёлок | 31        | Первомайский сельсовет                             |
| 20 | Южно-Енисейск    | посёлок | ↘606      | Южно-Енисейский сельсовет                          |

Старообрядческий посёлок Бурный в Кирсантьевском сельсовете, не имеет официального статуса.
Упразднённые населённые пункты:
- 2001 г — посёлки Зайцево и Переходный[27].
- 2022 г — посёлок Партизанск

## Местное самоуправление
Мотыгинский районный Совет депутатов
Дата формирования: 13.09.2020. Срок полномочий: 5 лет. Состоит из 25 депутатов.
Председатель
- Валентина Дмитриевна Федюкина

Глава Мотыгинского района
- 2006-2015 — Владимир Андреевич Функ
- 2015-2017 — Алексей Владимирович Храмцов
- 2017-2019 — Оксана Олеговна Размыслова
- 2019-2021 — Евгений Павлович Габрат
- 2021-2024 — Вадим Анатольевич Смирнов
- 2024-н.в. — Дмитрий Николаевич Еремеев.

## Экономика
В районе производится добыча россыпного золота. Работает горно-обогатительный комбинат, на котором идет изготовление концентрата.

## Транспорт
В район ходят автобусы с автовокзала в Красноярске. Действует паромная переправа. Осенью, зимой и весной можно перемещаться самолётом.

## Культура
В районе работают Мотыгинский краеведческий музей, Районный дом культуры, Мотыгинский муниципальный театр.

## Археология
На левом берегу реки Тасеевой (приток Ангары), в 10 км от посёлка Первомайск, находится Усть-Тасеевский культовый комплекс, в состав которого входит самое северное в Азии каменное изваяние, относящееся к IV—I векам до нашей эры. Появление Усть-Тасеевского идола связывают со скифским временем.